# Pointe bodkin
Pour les articles homonymes, voir Bodkin.

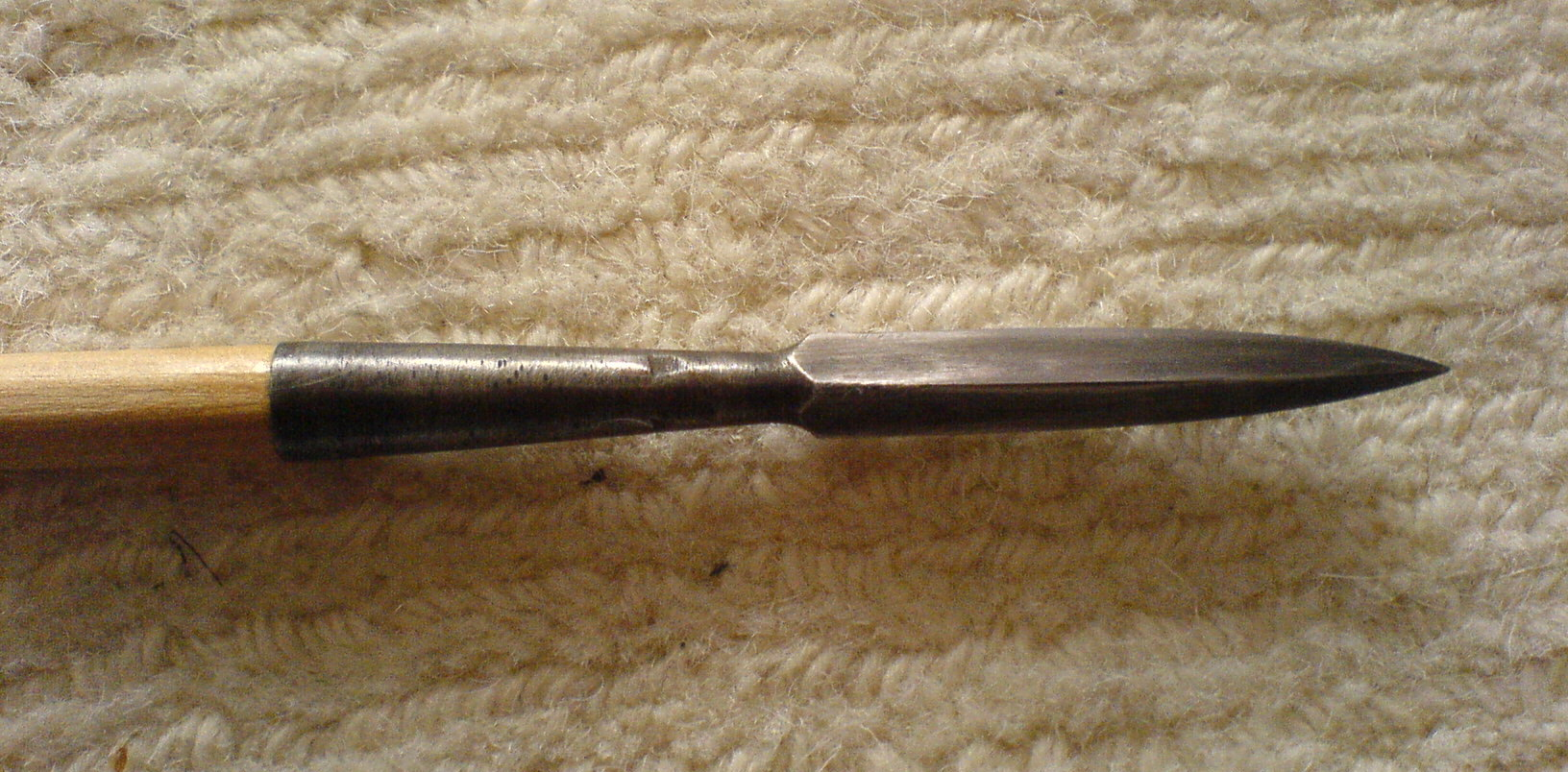
Les pointes bodkin étaient les plus utilisées du fait de leur caractère perforant et de leur facilité de réalisation.

Les pointes de flèche type bodkin sont pointues et de section carrée. Elles sont particulièrement perforantes et faciles à produire. Elles étaient notamment utilisées avec l'arc long anglais.
Les flèches ayant une énergie cinétique modérée (comparativement à celle du projectile d'une arme à feu), elles ne causent ni effet de choc ni effet de cavitation. Par contre, du fait de leur grande longueur, elles ont une bonne densité sectionnelle et donc un grand pouvoir perforant. Dès lors, ce type de flèche est utilisé contre l'infanterie lourde ou la cavalerie à courte distance. Ces flèches très efficaces contre les cottes de mailles peuvent cependant ricocher sur les armures de plates si elles n'arrivent pas perpendiculairement à la surface.
Pour un tir à moins de 60 mètres, ces flèches peuvent pénétrer dans le corps de plusieurs centimètres, occasionnant des blessures plus ou moins graves. À la tête, une pénétration de profondeur limitée est dévastatrice. Cependant, cette partie du corps était bien protégée par le profil des bassinets de l'époque, étudié pour dévier les lances. Les autres points vulnérables sont le cou et les membres où passent des troncs artériels susceptibles d'être sectionnés. C'est pourquoi, durant la guerre de Cent Ans, les plates ont couvert progressivement les armures des chevaliers.
On améliore les capacités de perforation en lubrifiant les pointes à la cire. Ce procédé permet aussi de limiter l'oxydation de l'acier. L'utilisation de ce procédé par les archers anglais est probable, mais non vérifiée.